# Molophilus laevistylus
Molophilus laevistylus är en tvåvingeart som beskrevs av Alexander 1944. Molophilus laevistylus ingår i släktet Molophilus och familjen småharkrankar. Inga underarter finns listade i Catalogue of Life.